# Kungshult
Kungshult is een plaats in de gemeente Eslöv in Skåne, de zuidelijkste provincie van Zweden. De plaats heeft 367 inwoners (2005) en een oppervlakte van 33 hectare.

## Verkeer en vervoer
Bij de plaats loopt de Riksväg 17.
De plaats had vroeger een station aan de Östra Skånes Järnvägar.